# Potyczka izraelsko-libańska (2010)
Potyczka izraelsko-libańska miała miejsce na granicy obu państw nieopodal kibucu Misgaw Am i libańskiej wioski al-Adeisseh, 3 sierpnia 2010 roku. W wymianie ognia zginął jeden izraelski, trzech libańskich żołnierzy i korespondent Hezbollahu.
Obie strony podały sprzeczne informacje na temat przyczyny incydentu. Według źródeł libańskich sprowokowali je Izraelczycy, którzy próbowali wyciąć drzewo po stronie libańskiej. Wówczas libańscy żołnierze mieli oddać strzały ostrzegawcze, na co strona izraelska odpowiedziała ostrzałem artyleryjskim. Izraelczycy z kolei utrzymują, że zostali ostrzelani podczas rutynowych czynności na własnym terenie. W walce użyto czołgi i artylerię. Drzewo zostało wycięte 4 sierpnia.
Był to najpoważniejszy incydent zbrojny między krajami od czasu zakończenia II wojny libańskiej.